# Parc intercommunal des Jalles

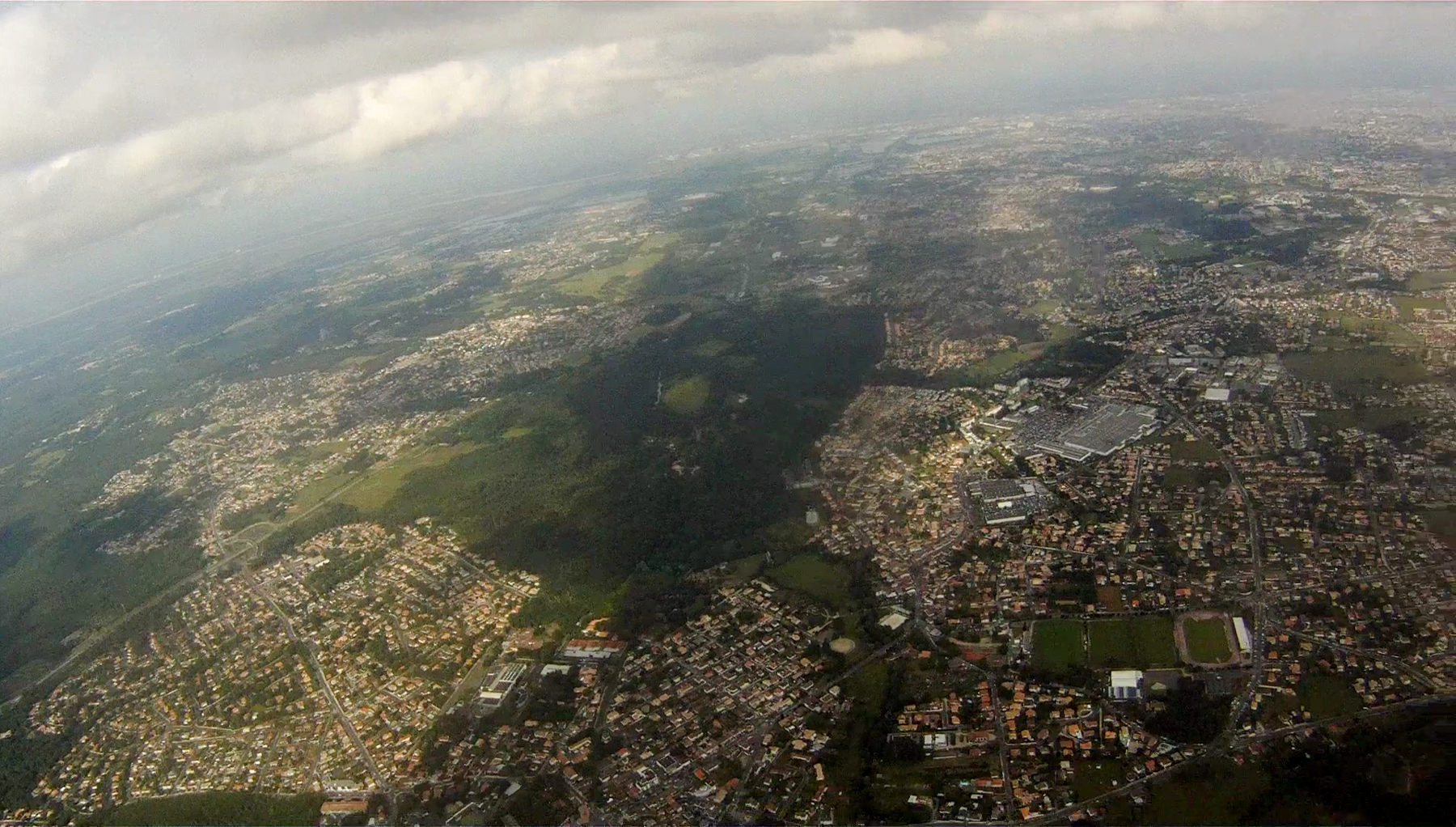
Vue aérienne de la zone de captage du Thil, entre St-Médard (en bas) et le Taillan (à gauche).

Le parc intercommunal des Jalles ou parc des Jalles est un espace naturel de 4 500 hectares situé au nord-ouest de la métropole bordelaise sur la rive gauche de la Garonne. Il a été créé en réaction à la périurbanisation récente de ce gisement patrimonial et paysager jusqu'alors préservé.

## Situation
Le parc des Jalles s’étend sur neuf communes : Bordeaux, Parempuyre, Bruges, Blanquefort, Le Taillan-Médoc, Le Haillan, Eysines, Martignas-sur-Jalle et Saint-Médard-en-Jalles. Il suit le bassin versant de la Jalle de Blanquefort, le long d'une vallée ouest-est se déversant dans la Garonne en aval de Bordeaux, dans une zone uniquement traversée par des infrastructures sud-nord.

Il a une forme d'entonnoir inversé depuis Le Bois des Sources jusqu'aux berges de Garonne où il s'étire des équipements verts de Bordeaux-Lac au port de Lagrange.

## Géographie et géologie

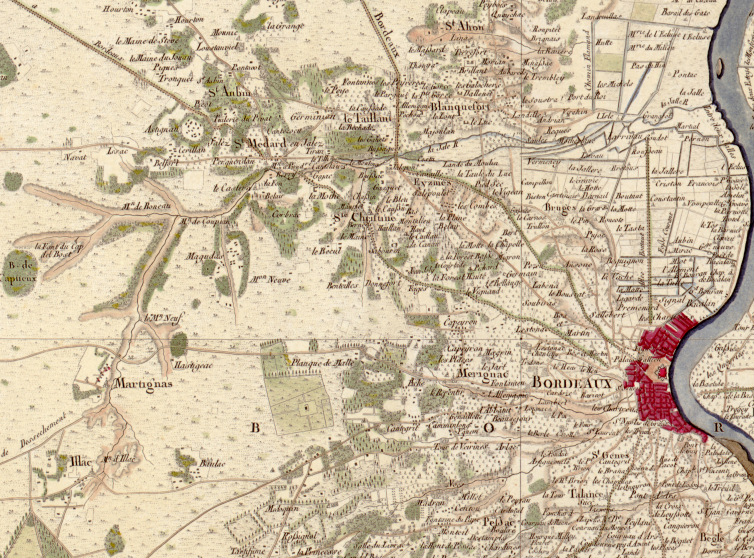
La Jalle et ses affluents en 1756, Cassini

Le bassin versant de la Jalle de Blanquefort représente une superficie de 33 000 ha, sur une longueur de 30 km. La Jalle recueille les eaux de 250 km de cours d'eau permanents, soit une trentaine d'affluents. Son originalité est d'être une rivière sans source uniquement alimentée par les eaux de pluie et par la jalle de Martignas-sur-Jalle qui prend sa source à Saint-Jean-d'Illac.
Le faible dénivelé et l'effet de bouchon garonnais, induit par les marées ou les crues, sont responsables des inondations de la plaine en aval. De très nombreux ouvrages hydrauliques limitent ces phénomènes de débordement.
L'alimentation en eau potable de l'agglomération bordelaise dépend en grande partie des nappes phréatiques de formations géologiques tertiaires et quaternaires captées sur trois sites par la Lyonnaise des eaux à Saint-Médard-en-Jalles et au Haillan. Parmi les réservoirs tertiaires, les plus importants sont ceux des terrains stampiens.
À l'ouest, les deux tiers du bassin versant de la Jalle drainent le plateau landais : les nappes se rechargent de façon satisfaisante dans les zones de sable landais.
Par contre, à la suite de l'imperméabilisation de plus en plus de terrains provoquée par l'urbanisation et l'industrialisation, les eaux de pluie de la partie orientale du parc sont collectées par le réseau communautaire et sont d'ailleurs polluées par l'essence et les huiles déposées sur les chaussées.

## Histoire

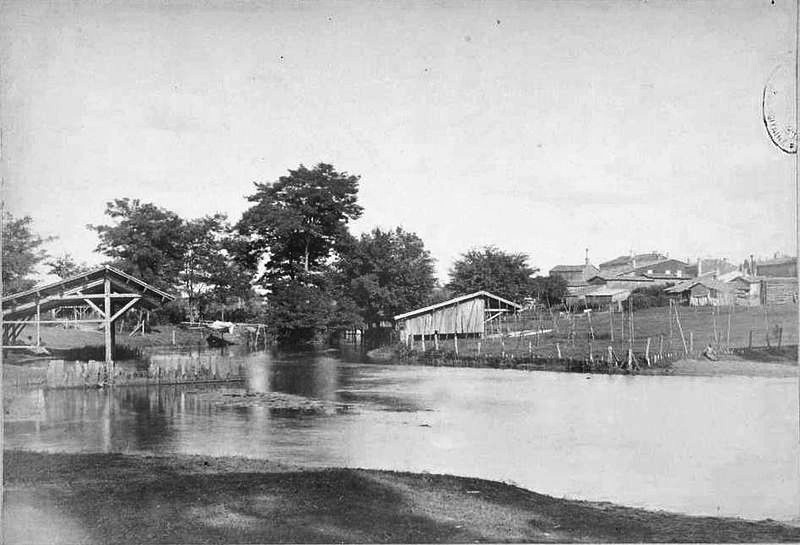
La Jalle d'antan, par Jean-Auguste Brutails.

La vallée des Jalles a longtemps échappé à l'urbanisation à cause du risque inondation.
Au XVIIe siècle les travaux des ingénieurs hollandais Conrad Gaussens et Humphrey Bradley dans les paluds girondins avaient porté sur la rive sud de la Jalle à Bruges pour éradiquer le paludisme qui frappait la population bordelaise ; ils avaient été complétés au nord cinquante ans plus tard.
Mais la mise en place de plusieurs moulins au XVIIIe siècle a détérioré ces travaux d'assainissement, empêchant l'évacuation des eaux des marais vers la Jalle, comme on peut le voir sur la carte de Guyenne de Belleyme.
La vallée a donc gardé sa vocation rurale jusqu'à la fin du XXe siècle.
Un des objectifs de la mise en place du parc des Jalles est de transformer cette campagne rurale en campagne urbaine, en pérennisant la qualité des grands ensembles paysagers actuels tout en créant un réseau de découverte pour un public citadin de proximité.

## Territoire et paysages
Plusieurs types de paysages alternent selon l'occupation du territoire :
- quelques formations boisées autour des sources du Tilh, dans les parcs de Bordeaux-Lac et du coteau de Blanquefort, notamment grâce aux domaines viticoles des châteaux Le Taillan et Dulamon ;
- des formations herbacées en aval, qui se différencient suivant le degré d'humidité du sol : roselières au bord du fleuve ; dans les zones humides des prairies avec joncs ou bien graminées dans les zones à fauche régulière ; dans les secteurs exondés, des prairies sèches.

Le type d'activité agricole permet également de différencier plusieurs secteurs.
La ceinture maraîchère de Bordeaux couvre 240 ha dont 155 de culture légumière traditionnelle, sous serre ou en jardins familiaux ; un vestige de l'habitat vernaculaire est muséalement mis en scène par la cabane du maraîcher rachetée par la commune à Mr Lacrampette et restaurée. La spéculation foncière représente une menace pressante.
Les grandes cultures céréalières bouleversent le système hydraulique existant très hiérarchisé de réguettes et de fossés qui exploitait au maximum les pentes naturelles. La situation de Parempuyre est actuellement préoccupante à cet égard.

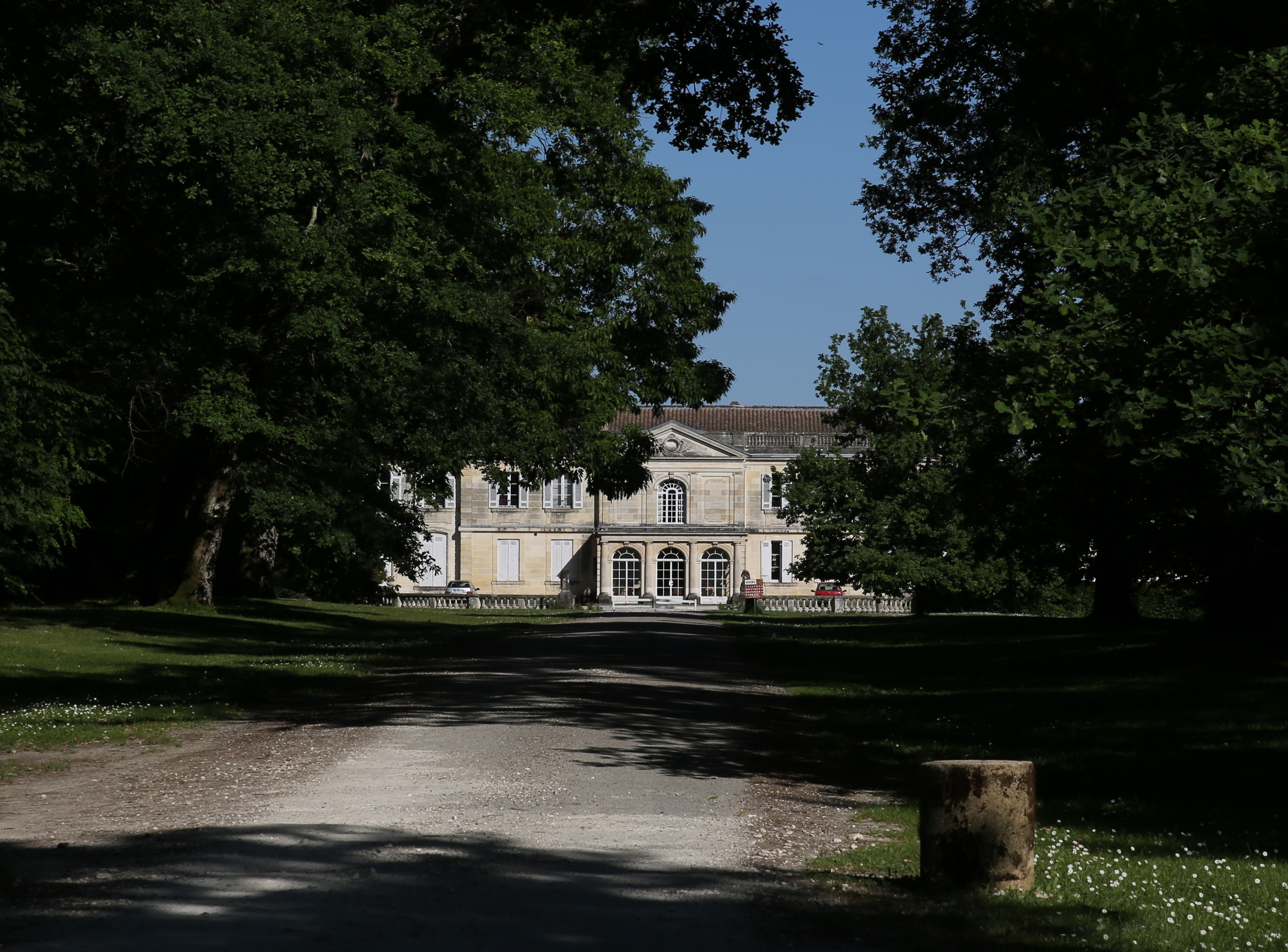
Château Le Taillan
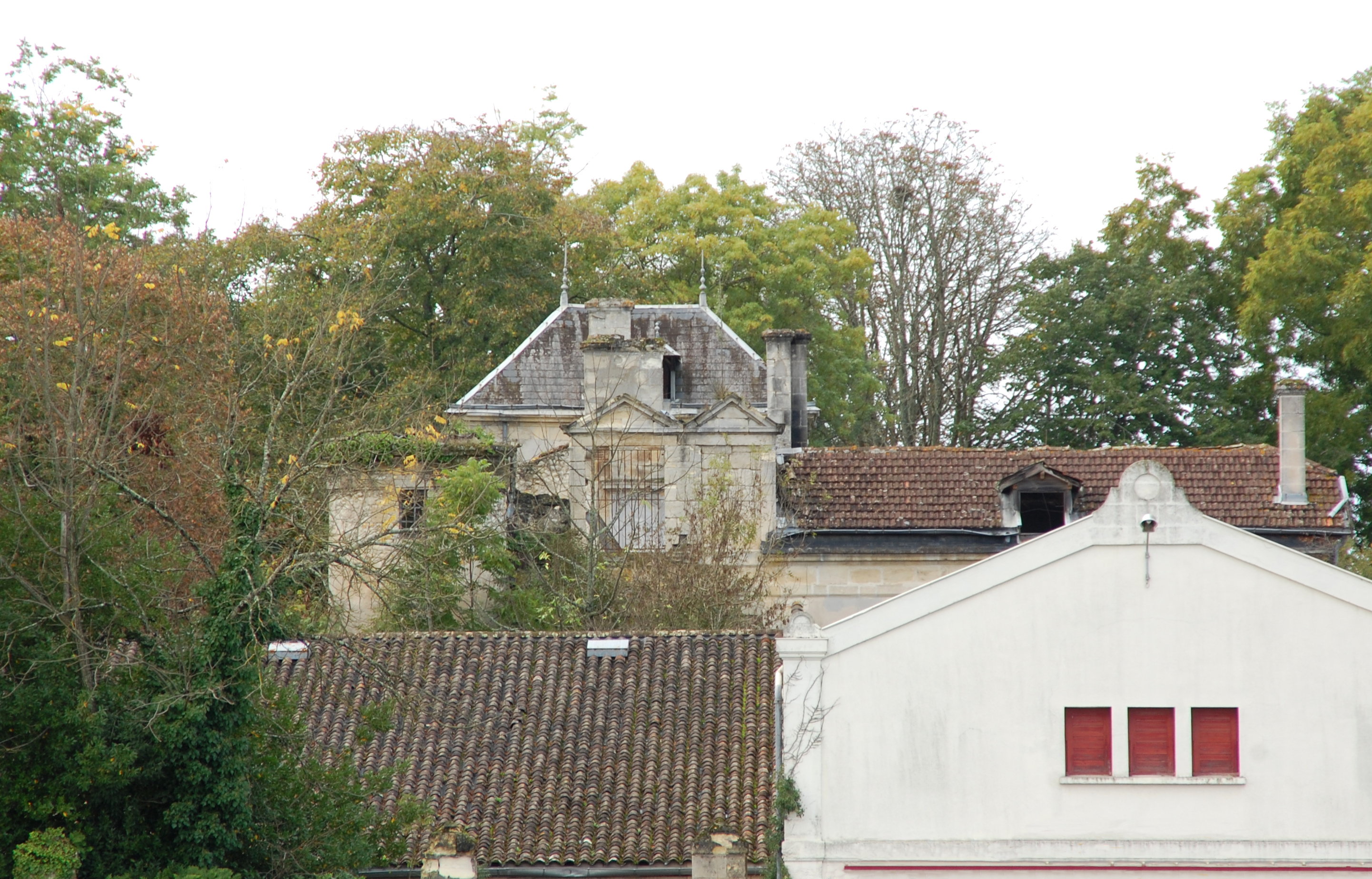
Château Dillon
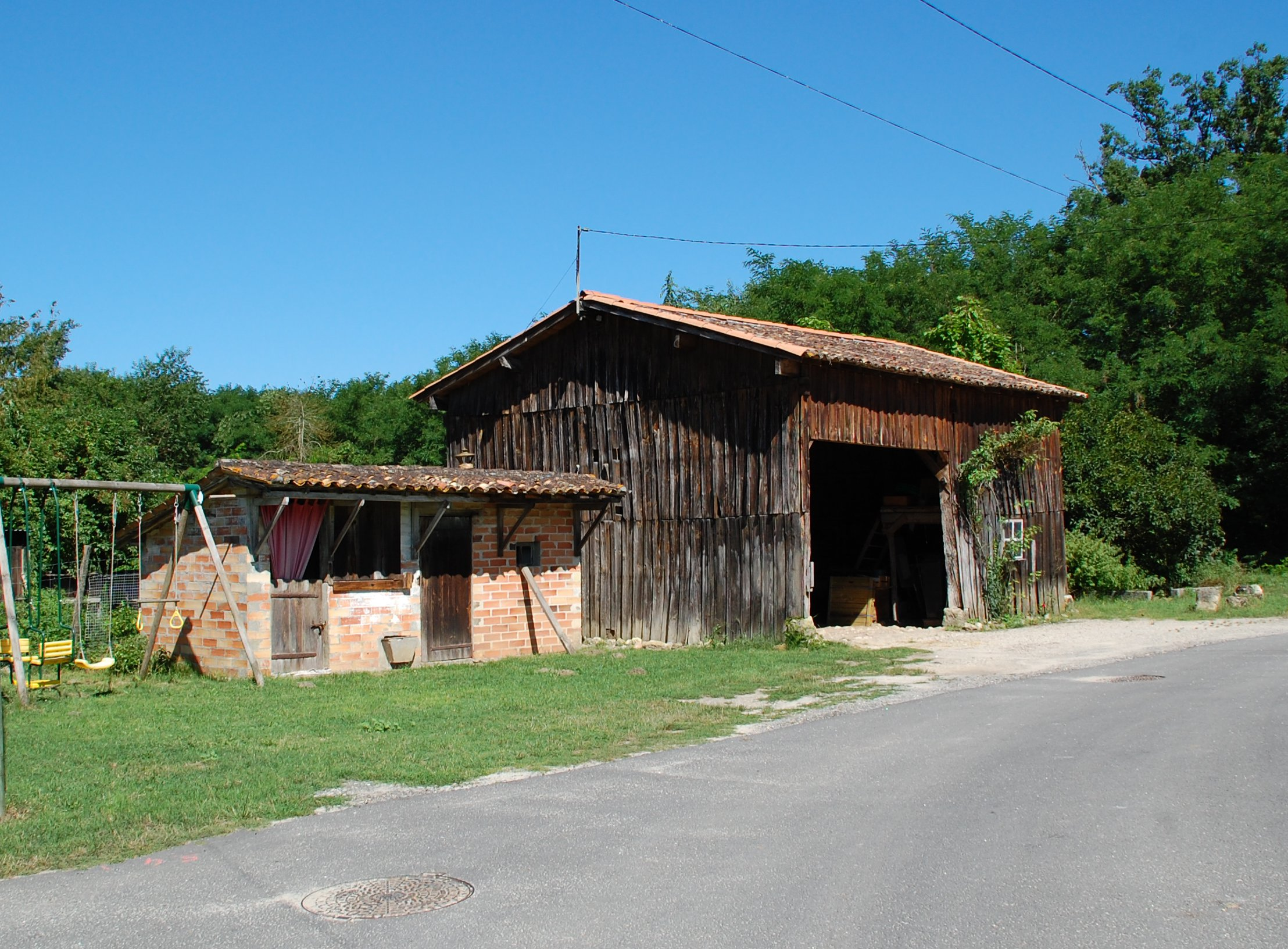
Hangar en bois au Taillan
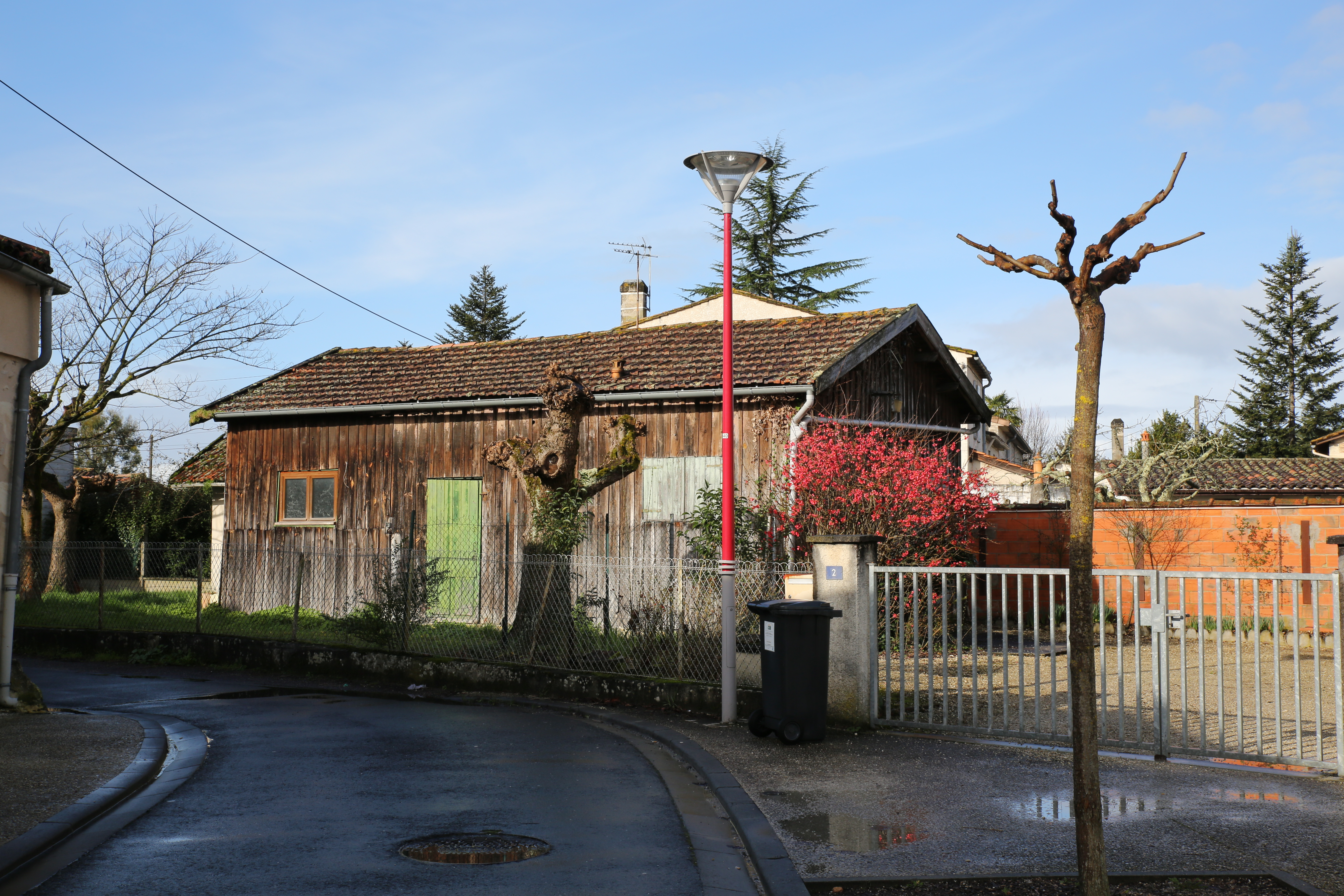
Grange au Taillan
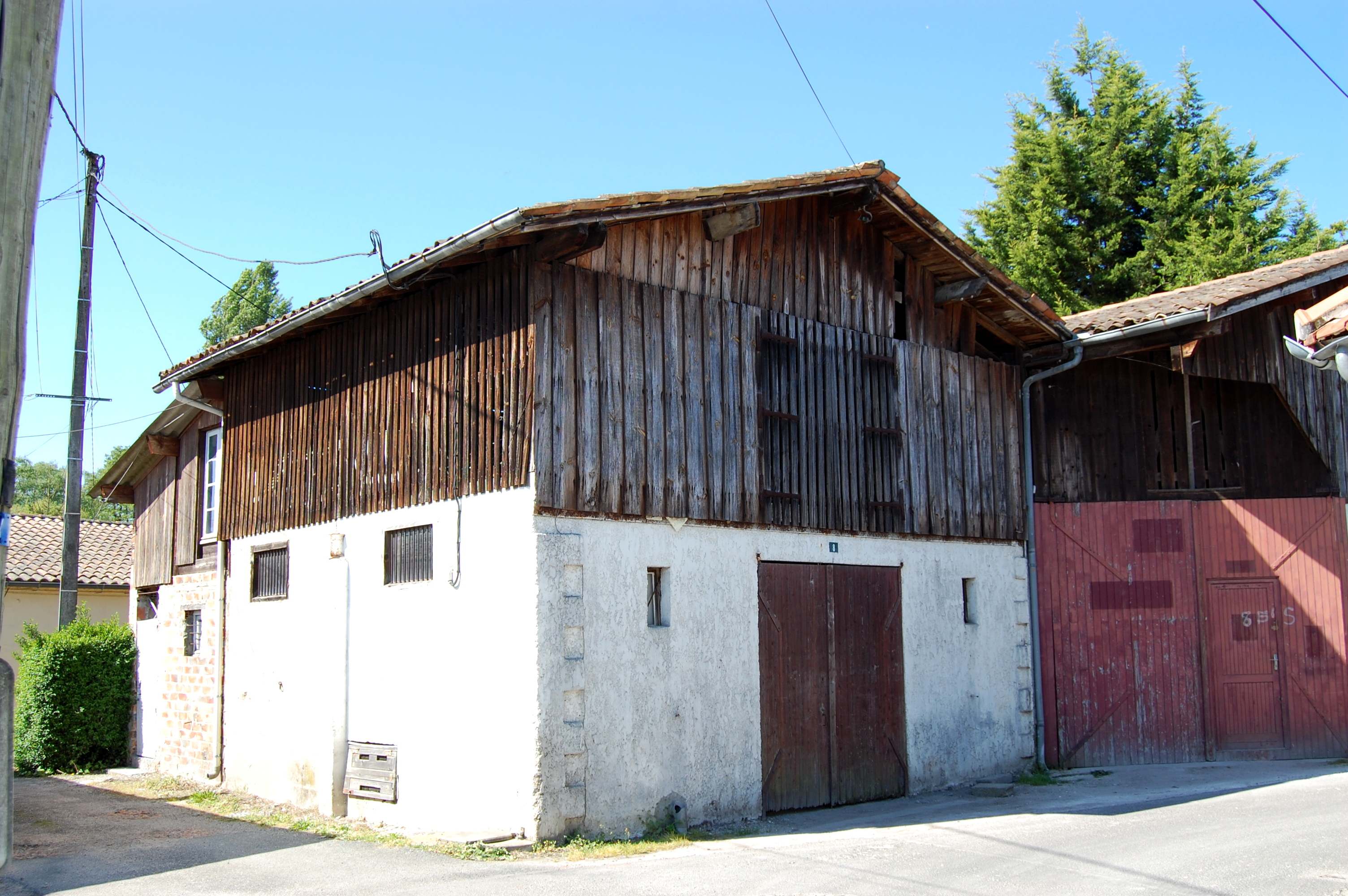
Grange à Saint-Médard-en-Jalles
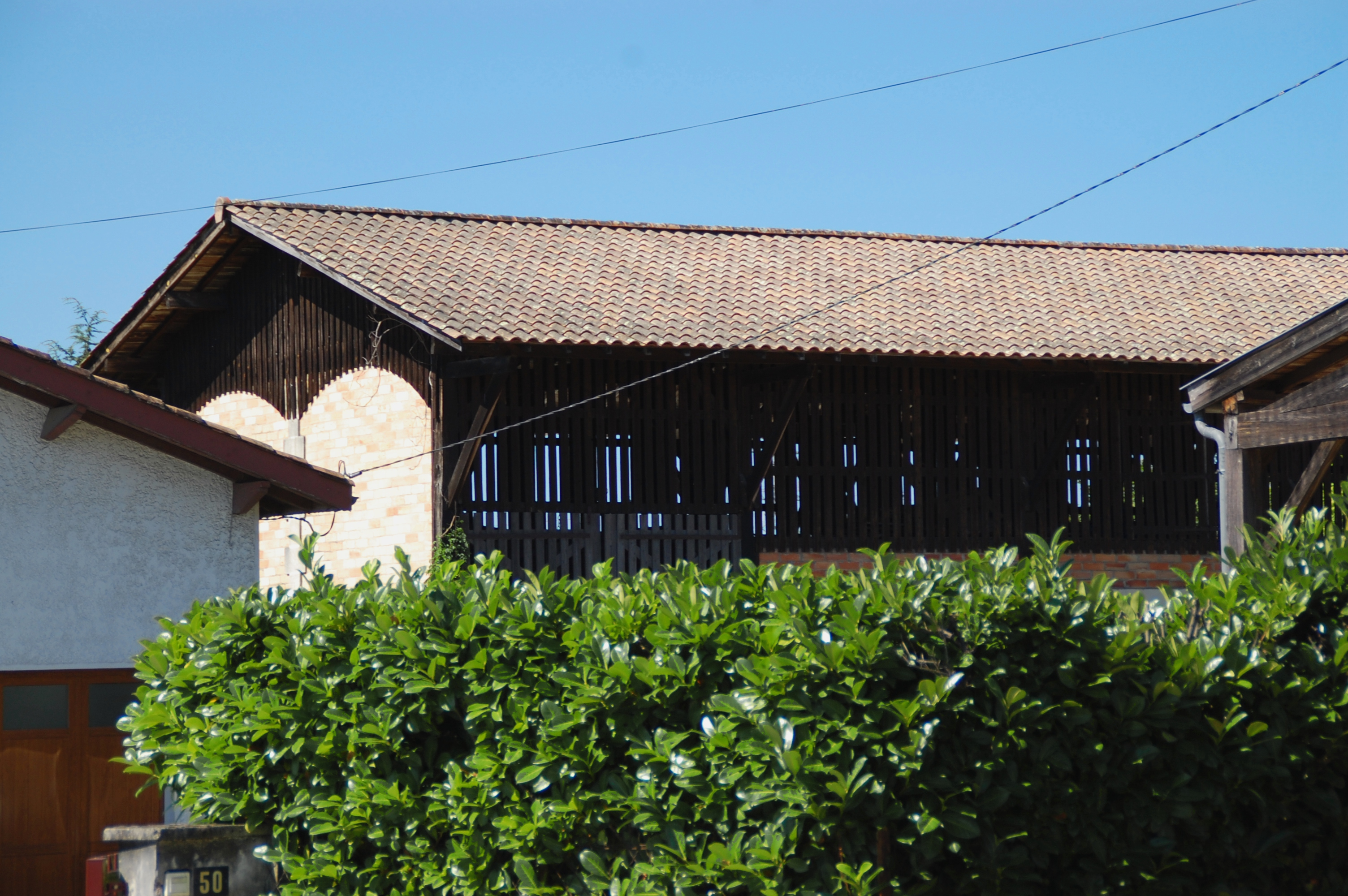
Hangar à Saint-Médard-en-Jalles
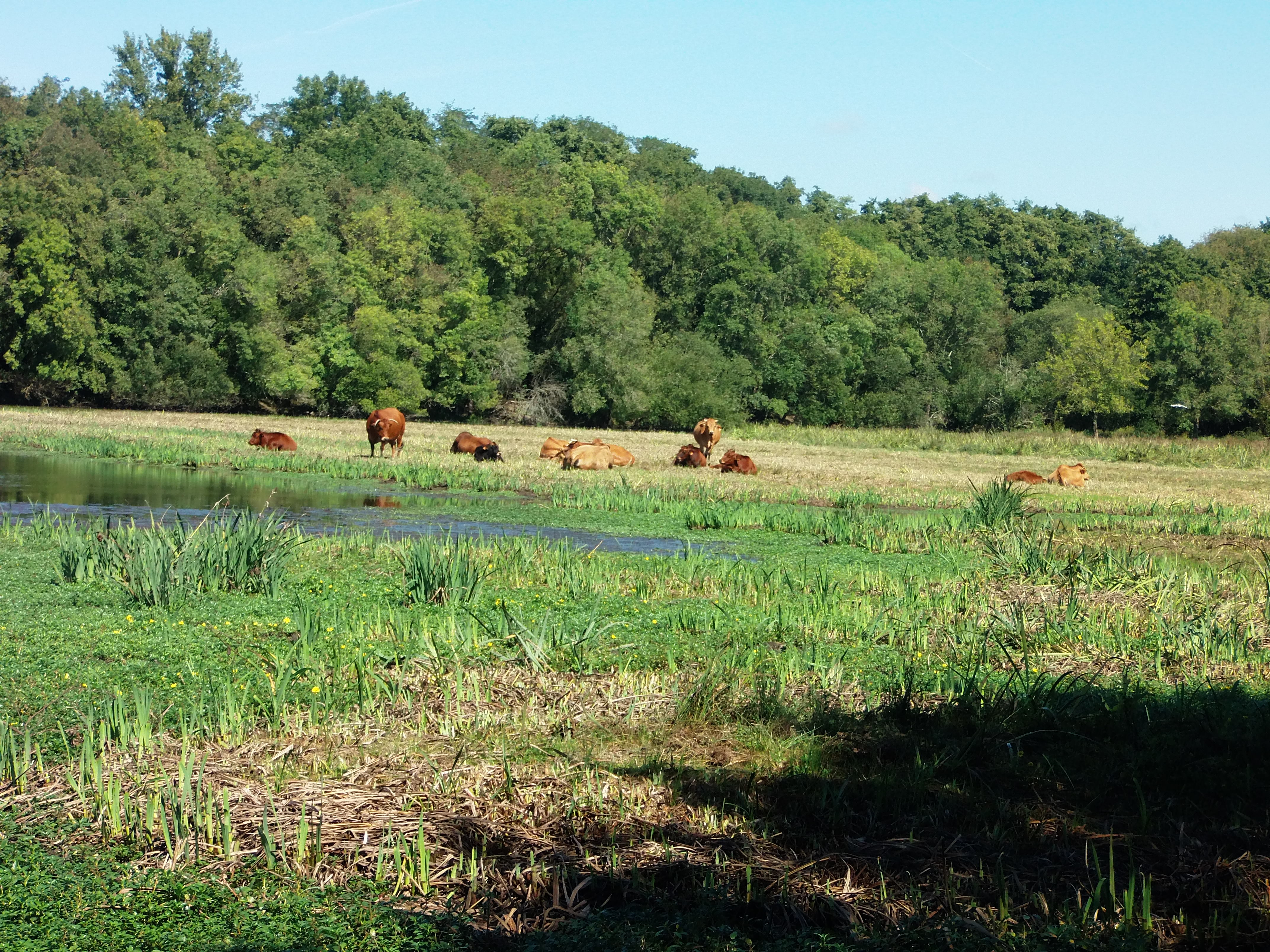
Prairie dans la Réserve de Bruges
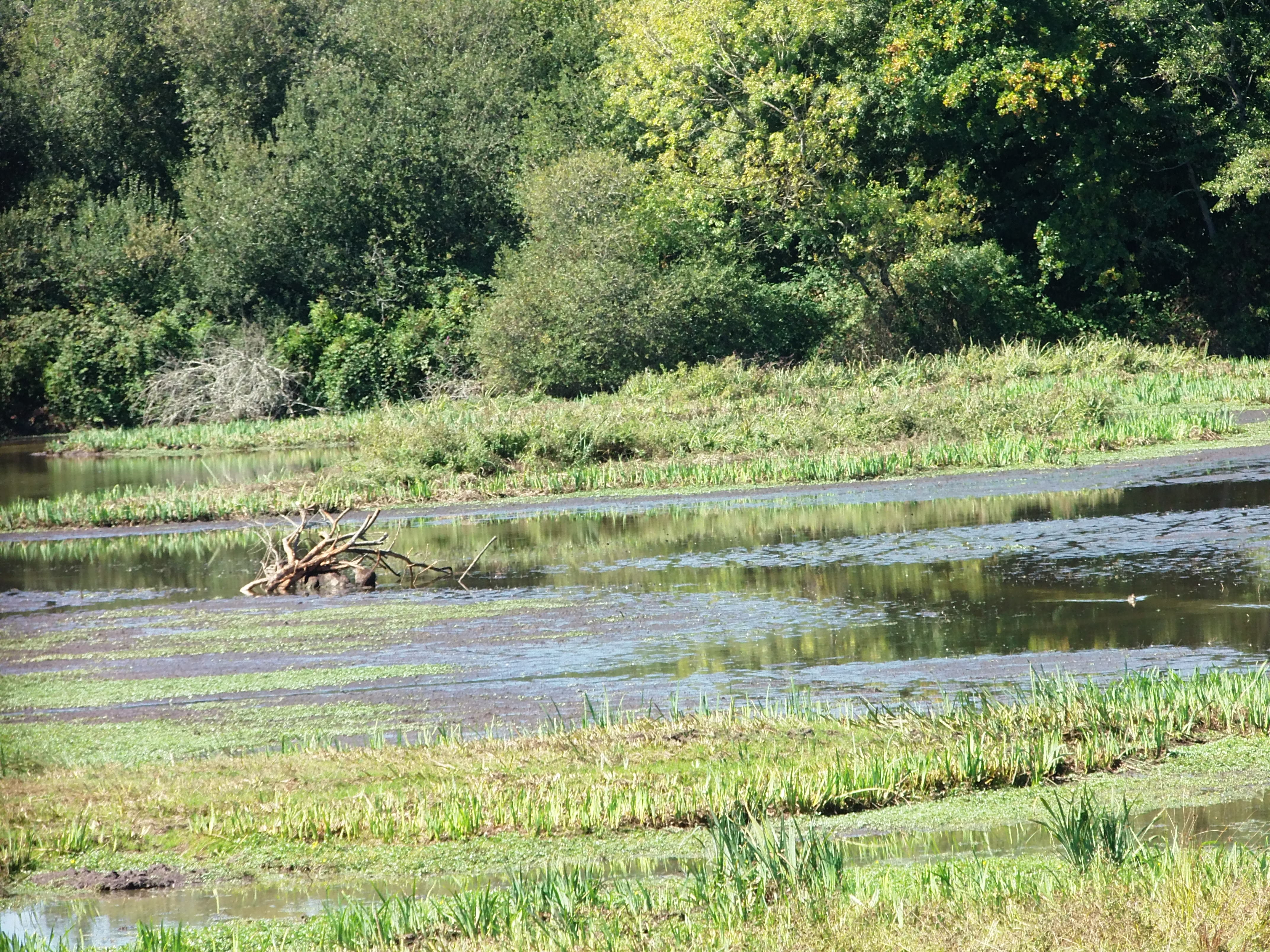
Réserve de Bruges
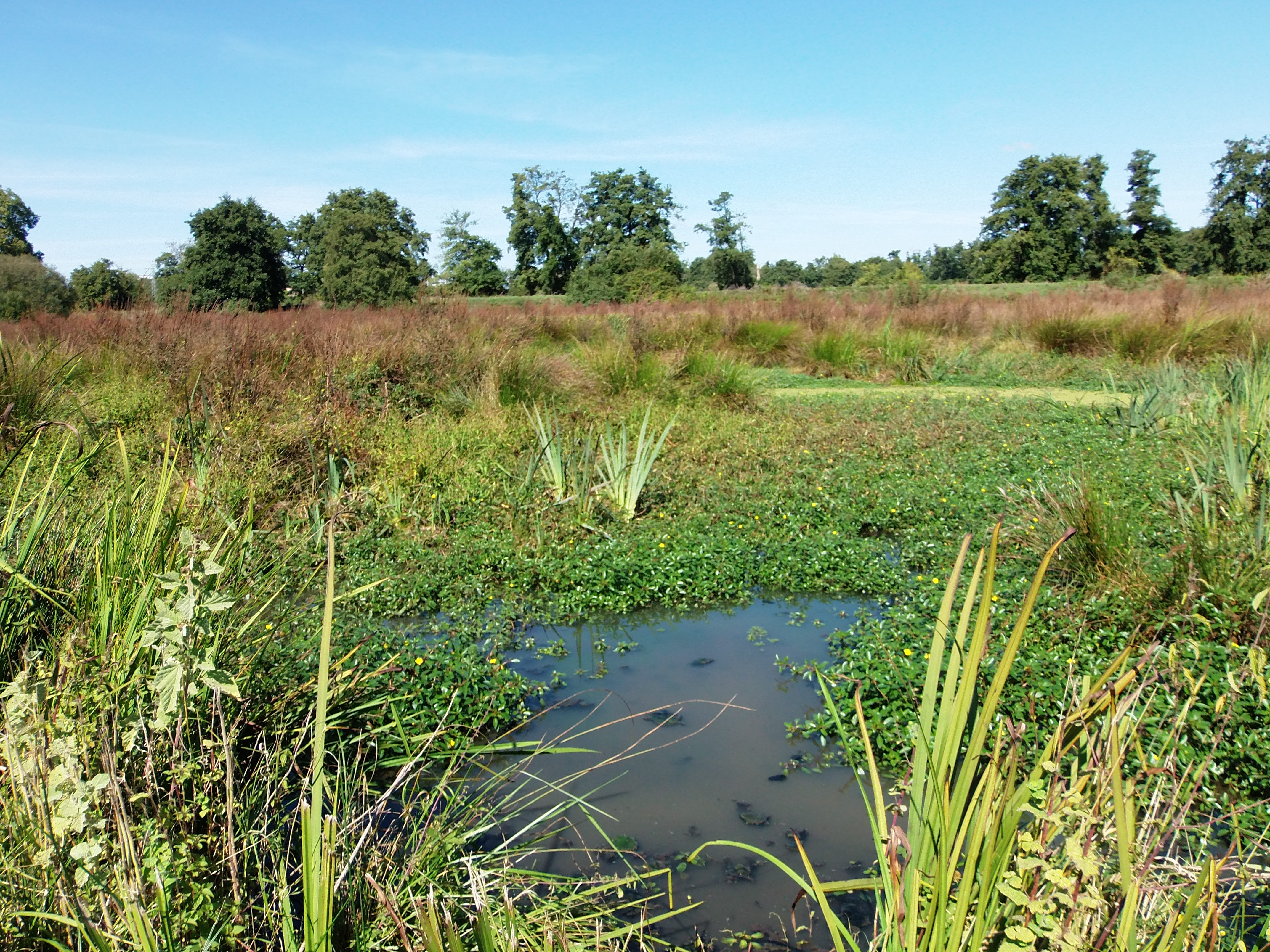
Réserve de Bruges
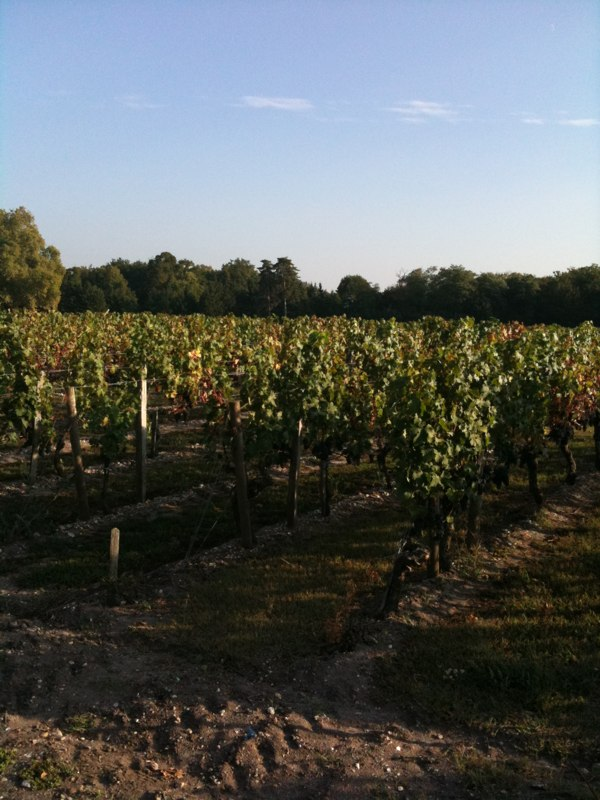
Vignoble dans les paluds de Parempuyre
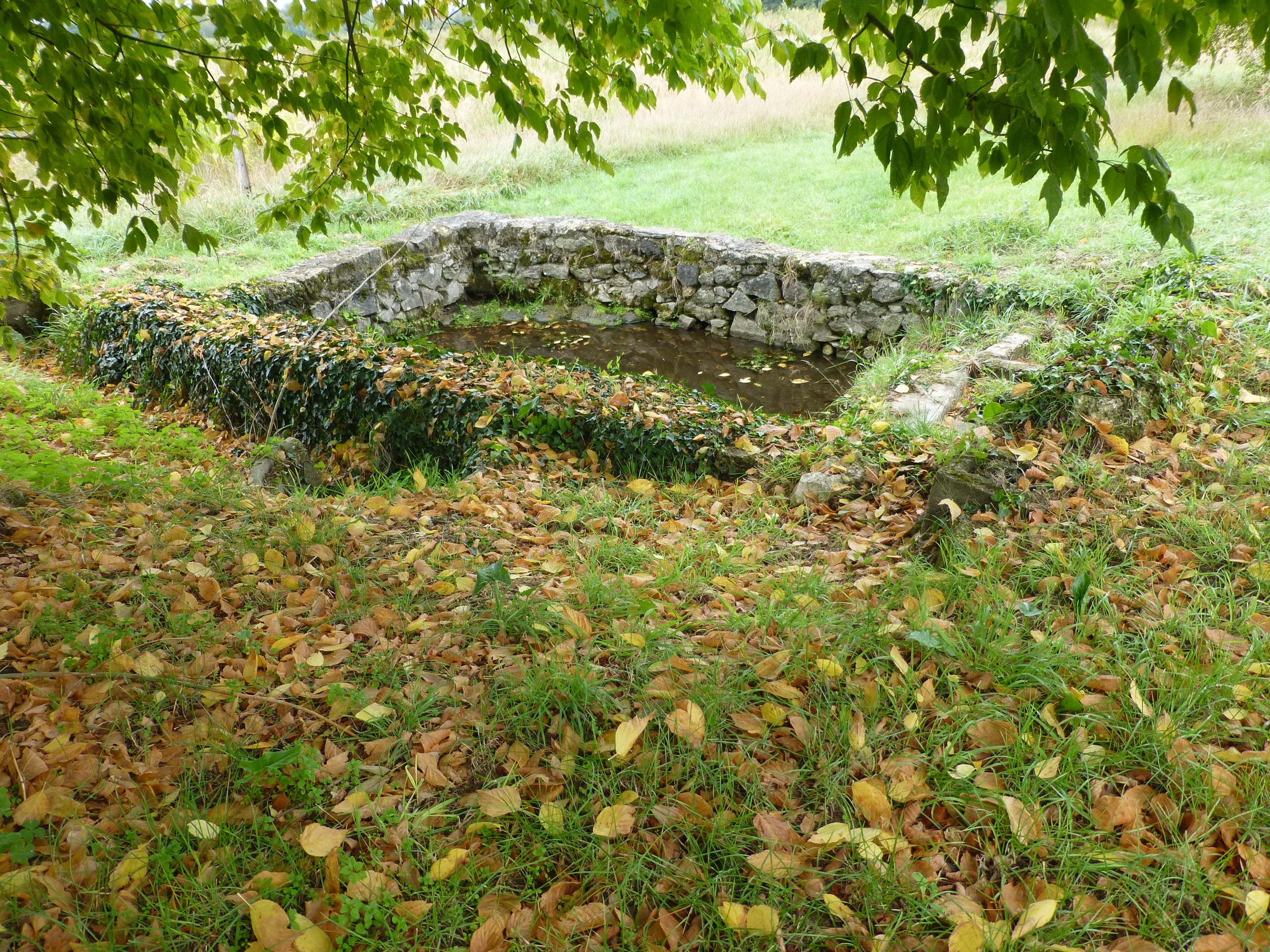
Lavoir et emplacement du manège à cheval à Eysines
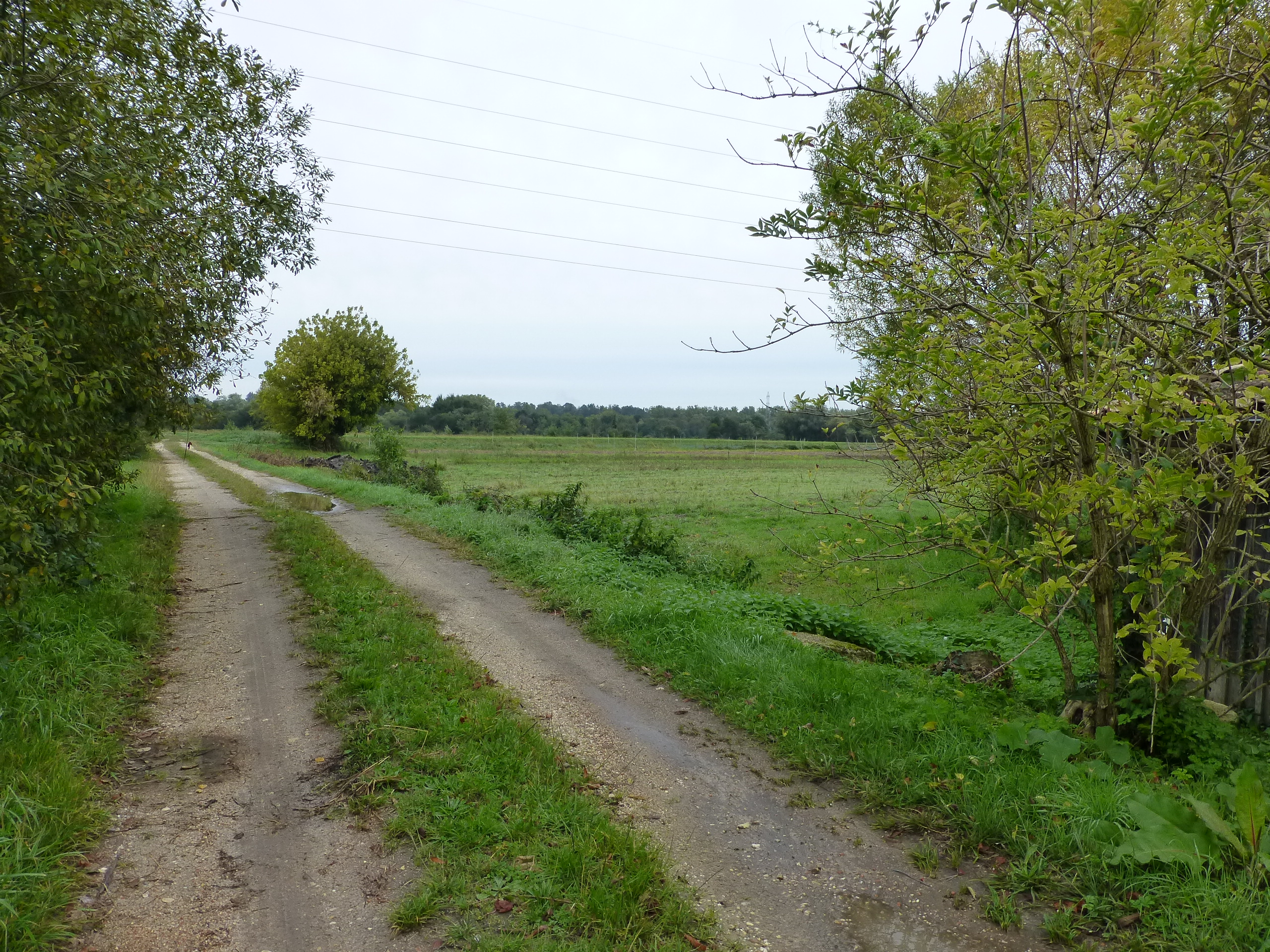
Chemin à Eysines

## La gestion de l'eau
La maîtrise de l'eau est le premier enjeu d'aménagement de ce parc, que ce soit l'eau des sources, celle des crues et inondations ou bien celle des pollutions diverses.

### L'alimentation de Bordeaux en eau potable
L’aqueduc construit à Eysines au XIXe siècle pour alimenter Bordeaux était approvisionné par des fontaines et des puits. Devant les besoins croissants de la ville, Joseph Jouis soumet le projet d'un aqueduc amenant les eaux du Taillan, projet accueilli favorablement par l’ingénieur Mary, inspecteur général des Ponts et Chaussées et ancien responsable des adductions d’eau de Paris.
Le maire de Bordeaux, David Johnston, confie à Mary et à Devanne la direction des travaux : le projet, présenté au conseil municipal le 14 décembre 1841 est approuvé le 4 février 1842 puis le 2 mai 1851. C'est le 7 juin 1852 que Louis Napoléon, Président de la République Française, déclare d’utilité publique les travaux de conduite et de distribution d’eau votés par la ville de Bordeaux. L'aqueduc est inauguré le 15 août 1857 par Mgr Donnet, archevêque de Bordeaux.
L’aqueduc du Taillan a une longueur de 12 kilomètres ; son canal voûté amène les eaux du Thil et des autres sources voisines vers la station de pompage de la rue Paulin à Bordeaux. L'eau est acheminée à plus de 44 000 m3 par jour vers un réservoir de 13 000 m3, assurant près d'un quart des besoins d'alimentation en eau de la Métropole. Une portion de 76 mètres de long est visible au Taillan-Médoc, au niveau du franchissement des jalles. Le propriétaire en est la Lyonnaise des Eaux.
À la suite du Plan local d'urbanisme approuvé par délibération du conseil CUB du 21 juillet 2006, voici les préconisations du projet d'aménagement et de développement durable (PADD) concernant la gestion de l'eau :
- une utilisation plus sélective des ressources en eau afin de préserver les eaux de qualité ;
- la protection de tous les forages soit par servitude d’utilité publique, soit par utilisation de protection et de limitation d’urbanisation ;
- l’économie de la ressource en eau potable par utilisation d’autres sources de captage, en privilégiant le pompage d’autres nappes (Miocène, Oligocène et Crétacé) ou le pompage spécifique (par exemple eaux de surface de la Garonne) pour les eaux industrielles dans les zones à vocation économique ;
- des propositions d’économie et de récupération des eaux pluviales à préconiser dans un guide en accord avec le SAGE de la Gironde (charte de l’environnement de la CUB).

### Les crues et inondations
La Direction Régionale de l’Environnement, de l’Aménagement et du Logement d’Aquitaine (DREAL) s’est dotée d’un Service de Prévision des Crues (SPC) : depuis le 1er juillet 2013, la zone de compétence du SPC couvre le bassin de l’Adour mais également l’estuaire de la Gironde et les tronçons de la Garonne et la Dordogne soumis à l’influence des marées.
À la suite de la tempête Xynthia de 2010, le Plan de Prévention des Risques d’Inondation de Bordeaux Métropole (PPRI) est en cours de révision ; la création d’un outil mathématique de modélisation hydraulique, le Référentiel Inondation Gironde, permet de calculer, à partir de données météorologiques, l’emprise de la zone inondable, les hauteurs d’eau et les vitesses d'écoulement. De par sa situation géographique, le territoire du parc est affecté par ces nouvelles contraintes. Des études hydrographiques locales sont engagées pour appréhender l'aménagement et la constructibilité en zone inondable. Ces études permettent d'une part d’évaluer l’impact des projets sur les écoulements de l’eau ainsi que leur vulnérabilité face au risque inondation et d'autre part, de  trouver des solutions pour réduire le risque et les impacts.
Mais dans leur rapport fait au nom de la délégation aux collectivités territoriales, les sénateurs François Calvet et Christian Manable constatent que, si la chaîne du risque s’est améliorée, elle reste perfectible sur ses trois volets : prévision, prévention et protection, et doit être plus largement diffusée auprès de l’État, des administrations, des élus et des citoyens.
Une réunion publique d'information à l'échelle intercommunale a été organisée le mercredi 30 septembre à 18h30 à L’Art Y Show, rue de la Gare à Parempuyre.

## Les ressources patrimoniales
- Six Espaces naturels sensibles[7]
- Réserve de Bruges
- Digues des hollandais :
  - digue de l'ouest ?
  - Jallère ?
- Six moulins : Moulin de Gajac, Moulinat et Bussaguet, Jallepont, Moulin noir, Moulin blanc, Moulinat, Plassan et Canteret
- Pont néo-classique de Gajac
- lavoirs de Blanquefort (et ailleurs ?)
- passerelles
- écluses et vannes.

### Galerie

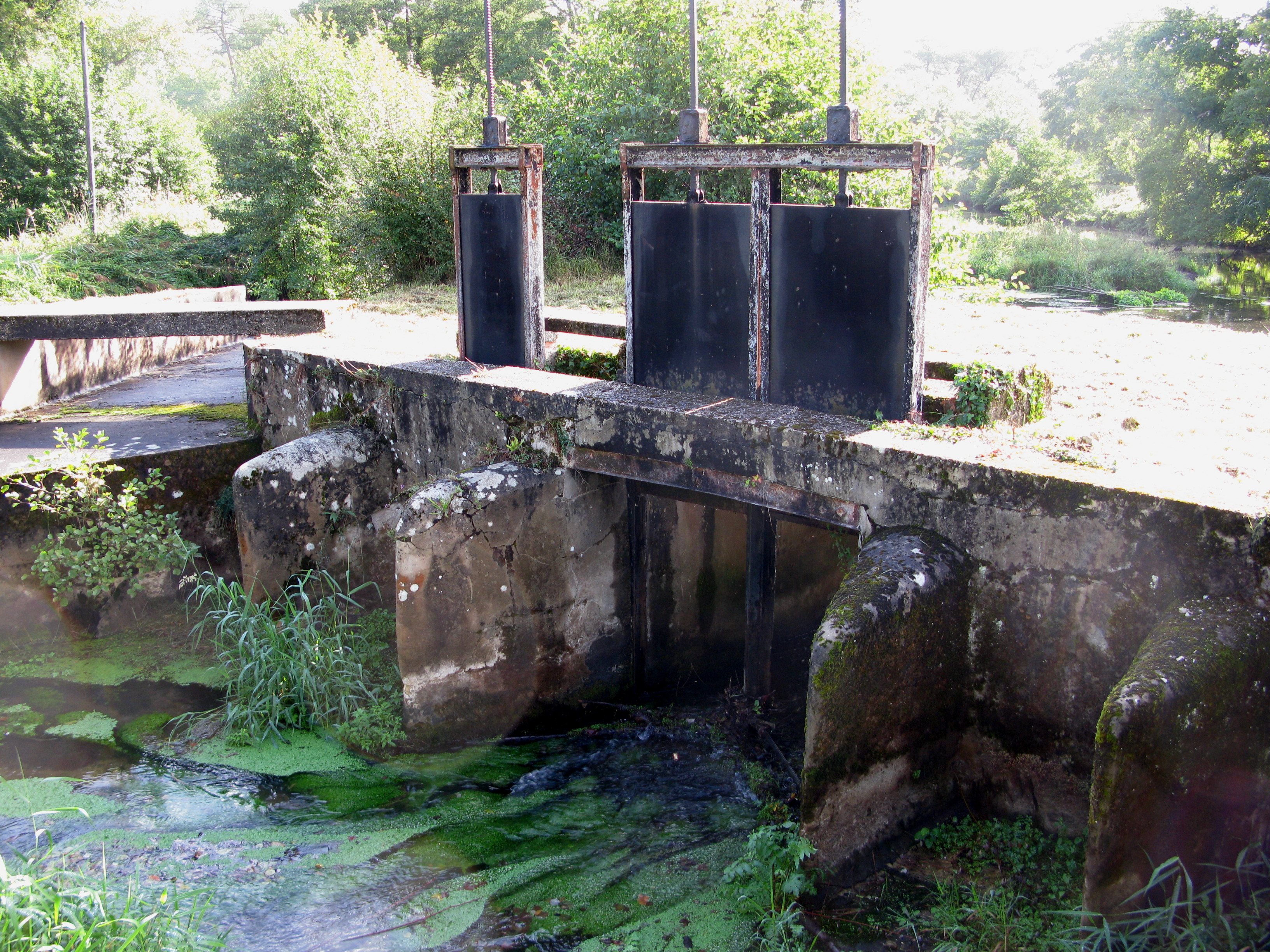
Écluse sur la Jalle à Saint-Médard-en-Jalles
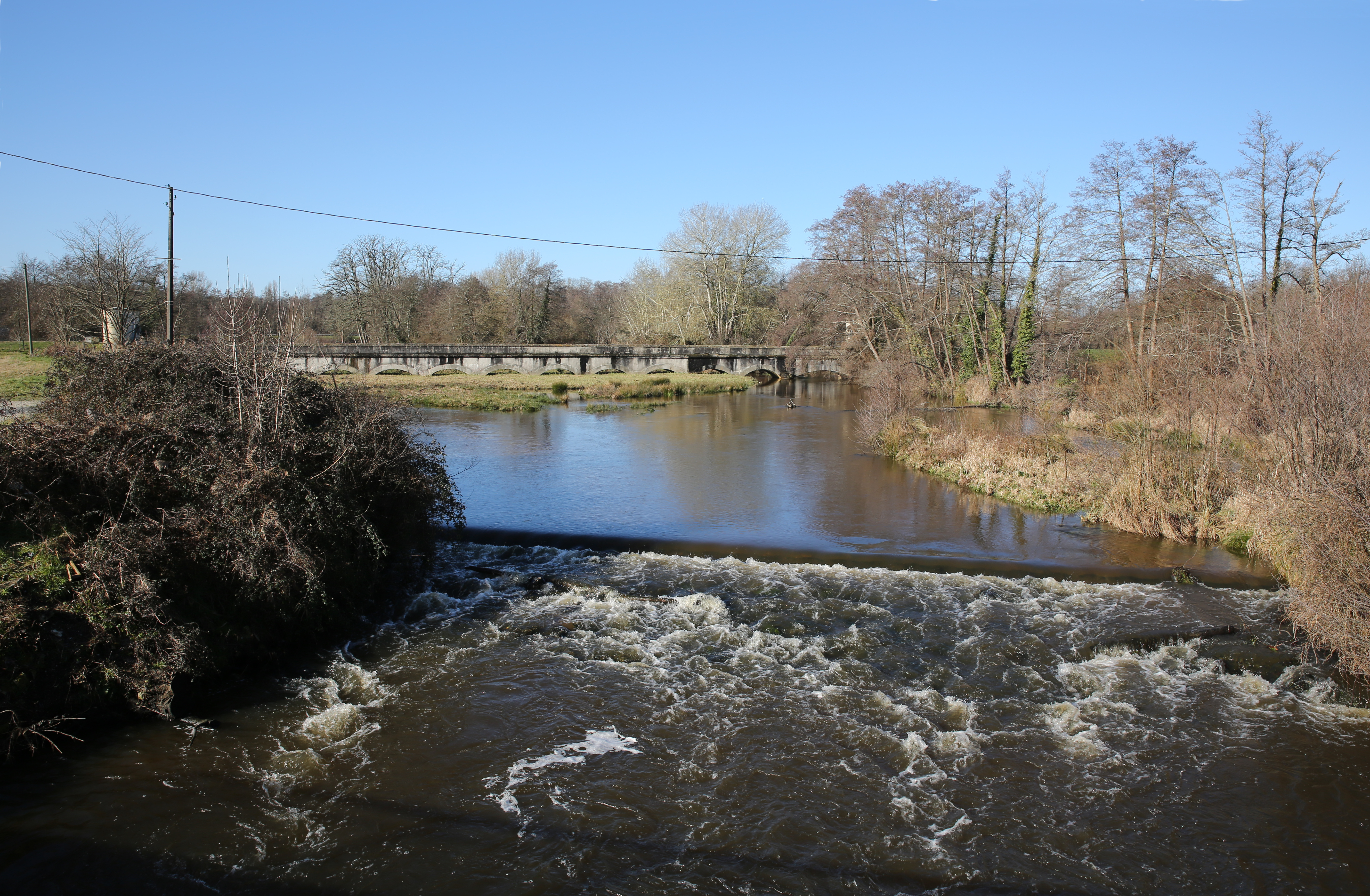
Jallepont

Monuments
- Parc de Majolan
- Moulin et lavoir de Canteret
- Forteresse médiévale de Blanquefort
- Château Magnol
- Chapelle de Lavenelle
- Château de Grattequina à Blanquefort
- Châteaux du Taillan, du Lout
- Dulamon : belvédères

Sites
- Lagrange
- quais enfrichés de Grattequina
- Moulin Bidon à Martignas-sur-jalle
- parcs et équipements sportifs
  - camp des lanciers à St Médard
  - parc Majolan
  - parc floral de Bordeaux
  - stade de Gajac à Saint-Médard
  - base de kayak de Blanquefort
  - centre nautique et golf de Bordeaux-Lac

Piste cyclable Bordeaux-Lacanau

## Le PPEANP
L’imperméabilisation des sols à grande valeur agronomique est irréversible. En Gironde, d’après les données cadastrales, environ 1 000 ha
sont urbanisés chaque année. La loi du 23 février 2005 relative au développement des territoires ruraux permet à travers une nouvelle compétence
confiée aux départements de protéger plus efficacement les espaces agricoles et naturels périurbains. La loi prévoit que le Département peut procéder à des acquisitions au sein du périmètre et crée un droit de préemption spécifique.
À la demande de la commune d’Eysines et de la CUB, le Conseil Général de la Gironde a décidé de mettre en place sur la vallée maraîchère des jalles et sur le périmètre de protection de captage des eaux potables, un Périmètre de Protection des Espaces Agricoles et Naturels Périurbains (Décret n°2006 821 du 7 juillet 2006 relatif à la protection et à la mise en valeur des espaces agricoles et naturels périurbains et modifiant le code de l’urbanisme et le code rural, art. L143 et R 143 du Code de l’Urbanisme) de 785 ha.
Ce projet a reçu l’avis favorable de la Chambre d’Agriculture de la Gironde et des six communes concernées. Il est complété par la procédure d’aménagement foncier engagée par le Conseil Général de la Gironde sur la vallée maraîchère, qui entend redynamiser la zone maraîchère des Jalles et permettre une gestion environnementale du site de captage des sources de Thil-Gamarde.
Voici la répartition pour les six communes concernées : 100 ha sur Blanquefort (3 % de la superficie communale), 109 ha sur Bruges (7,7 %), 166 ha sur Eysines (13,8 %), 51 sur Le Haillan (5,5 %), 238 sur Le Taillan Médoc (15,7 %) et 121 sur Saint-Médard-en-Jalles (1,4 %).
Pour la zone de captage des sources, l’étude réalisée par l’association Cistude Nature a montré toute la valeur patrimoniale de ce site avec des
enjeux pour la sauvegarde de la faune, de la flore et des paysages. Ce site présente déjà l’aspect d’un espace « naturel » enclavé au sein d’une zone urbaine et joue un rôle essentiel comme réservoir de biodiversité.

Le site de captage des Sources de Thil-Gamarde s’étend sur 240 ha, les terrains sont gérés par la Lyonnaise des eaux. Quatre écosystèmes dominent : la forêt, la prairie, la lande et les écosystèmes aquatiques et rivulaires.

Le PPEANP permettra de favoriser les acquisitions foncières par les collectivités publiques et la mise en place d’une gestion durable respectueuse de la ressource tout en assurant sous certaines conditions l’ouverture au public : zone de préemption au titre des Espaces Naturels Sensibles et suivi du plan de gestion conservatoire sur le site de captage.
Pour le site Natura 2000, associé au réseau hydrographique des jalles de Saint Médard et d’Eysines, il s’agit d’un site linéaire dont la continuité amont-aval doit être assurée pour préserver la conservation des habitats et espèces d’intérêt communautaire au travers des corridors écologiques : lit mineur, ripisylve, forêt alluviale, berges et haies.

### La vallée maraîchère

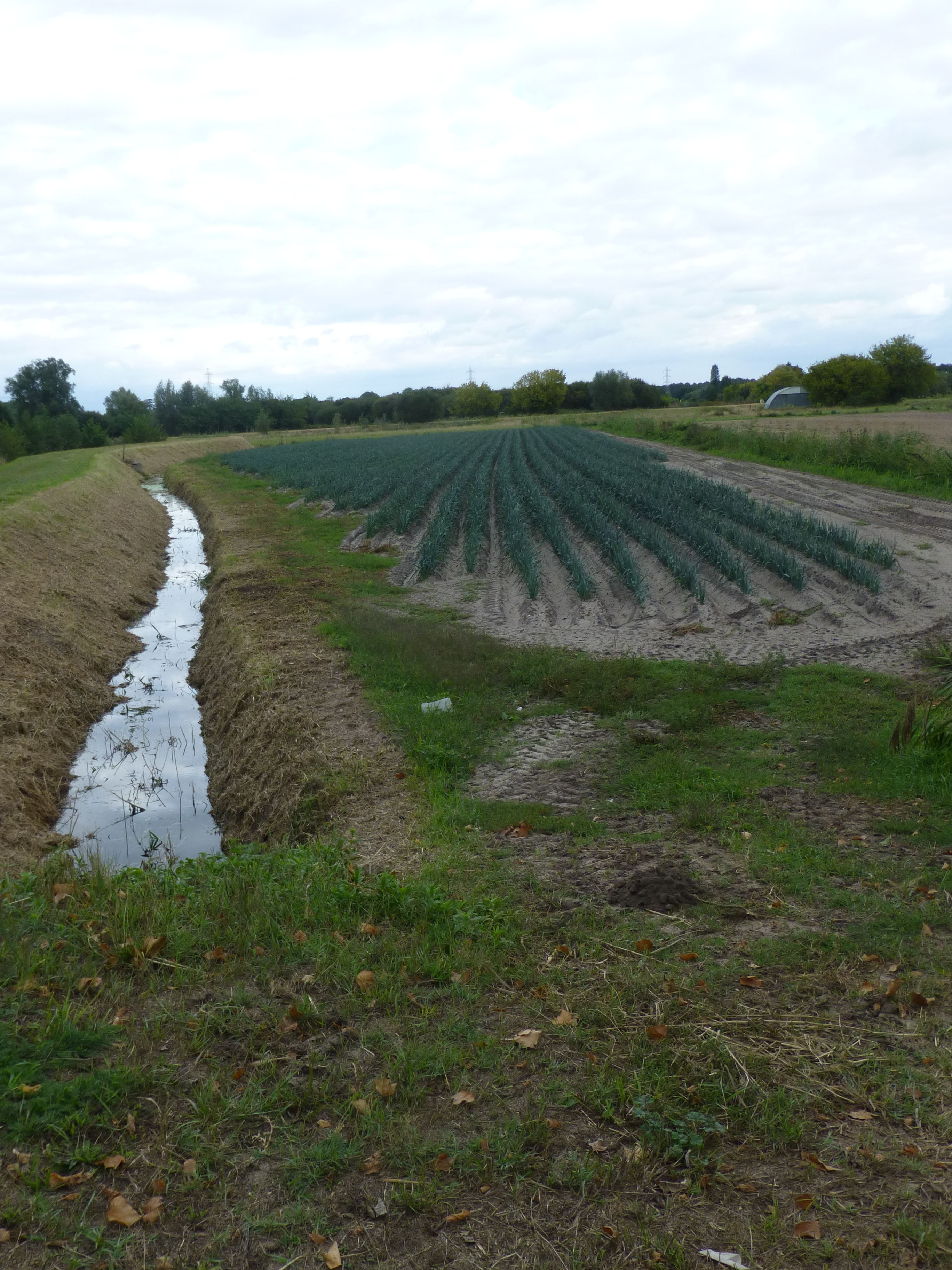
Réguette en bordure de la Jalle, à Eysines

La vallée maraîchère s’étend sur environ 460 hectares ; elle connaît depuis quelques années une déprise agricole croissante : les petites exploitations sont aujourd’hui menacées par un contexte agricole qui pousse à l’intensification. Actuellement 36 exploitants agricoles exploitent la vallée maraîchère dont 11 habitent sur place. D’après l’étude de la Chambre d’Agriculture de la Gironde, le potentiel maraîcher de la zone agricole comprise dans le périmètre approche les 300 ha dont 150ha sont à remettre en valeur.

La mise en place du PPEANP sur ce secteur permettra d’accompagner les exploitants en activité, de favoriser les projets d’installation, tout en prenant en compte la viabilité des exploitations et la protection de l’environnement, de structurer les circuits courts de commercialisation et de préserver le foncier bâti agricole (habitat et exploitation). Les mesures agri-environnementales encouragent l'agriculture raisonnée ; des travaux et aménagements fonciers et paysagers visent à sauvegarder les équilibres naturels.

Un chantier de formation qualifiante des maraîchers de demain a été organisé de mai à décembre 2013 sur une parcelle maraichère à Eysines, en alternance avec le CFPPA à Blanquefort.

Une fiche action, Eysines renoue avec son maraîchage, a été diffusée par le Réseau Rural : La mairie d’Eysines a choisi une entrée patrimoniale et culturelle pour se rapprocher des producteurs.

## Promotion sociale du site
La promotion sociale du site prévoit des actions de sensibilisation des habitants et d'encourager la création d'outils de découverte pédagogique. L'objectif annoncé est de mettre en place un parcours éducatif et touristique pour découvrir le patrimoine historique, économique et vert.
Pour sa onzième édition, le Raid des maraîchers a mobilisé en juin 2015 maraîchers, partenaires, services municipaux et de nombreux bénévoles pour animer des promenades bucoliques de découverte. Bordeaux-Métropole a également organisé pour l'été métropolitain, le 15 juin 2015, une quinzaine d'itinéraires de découverte sur le tracé de la Boucle verte. Tous les ans, de mai à septembre, l'été des Jalles comporte un programme de découvertes entre nature et culture, sur le territoire de sept communes du parc.
Chaque commune s'approprie le projet en aménagements locaux :
- À Saint-Médard-en-Jalles, les Bords de Jalle de Gajac ont l'ambition de devenir un véritable parc urbain[13].

Toutefois, la zone maraîchère apparaît encore, au regard du citadin, comme un monde clos offrant peu de clés de lecture.